# Данилово (Карелия)
Дани́лово — деревня в составе Чёлмужского сельского поселения Медвежьегорского района Республики Карелия.

## География
Расположена при региональной автодороге 86К-141, на реке Выг.

## История
До упразднения уездно-губернского деления деревня Данилова — волостной центр Даниловской волости Повенецкого уезда Олонецкой губернии.
9 февраля 1931 года постановлением Карельского ЦИК в деревне была закрыта Успенская церковь.

## Население
| 2002 | 2010 | 2013 |
| ---- | ---- | ---- |
| 18   | ↘5   | →5   |

### Историческая численность населения
Численность населения в 1905 году составляла 143 человека.
| 2002 | 2010 | 2013 |
| ---- | ---- | ---- |
| 18   | ↘5   | →5   |

## Инфраструктура
Личное подсобное хозяйство с зоной сельскохозяйственного использования, индивидуальная застройка усадебного типа.
Метеостанция Данилово.

## Достопримечательности, памятные места

### Выгорецкая обитель
Сохраняются памятники истории — памятное место Даниловского общежительства (1694—1857), монастырский пруд с родником.
Работы по восстановлению христианской жизни на месте бывшего Выговского Данилова мужского монастыря в деревне начались в 2010 году. К осени 2015 года был построен дом-приют для староверов-паломников, возведён поклонный крест.

### Памятное место
Могила Попова, расстрелянного белогвардейцами в 1919 г.

### Памятники природы
В 5 км на север от деревни расположен государственный региональный болотный памятник природы — Болото Комарницкое площадью 510,0 га, эталонный болотный массив карельского кольцевого аапа типа (среднекарельский вариант).

## Транспорт
Автобусное сообщение с райцентром. Остановка общественного транспорта «Данилово».